# Ronald Reagan
Ronald Wilson Reagan, född 6 februari 1911 i Tampico i Illinois, död 5 juni 2004 i Bel Air i Los Angeles, var en amerikansk politiker och USA:s president 1981–1989. Han blev en starkt inflytelserik röst för modern konservatism. Reagan inledde sin politiska karriär med att vara guvernör i Kalifornien åren 1967–1975; dessförinnan hade han arbetat som skådespelare och fackförbundsordförande.
Som kandidat för det republikanska partiet vann Reagan stort över den sittande presidenten Jimmy Carter i valet 1980. I och med segern fick USA en av efterkrigstidens mest konservativa presidenter. År 1984 blev han återvald i en jordskredsseger (49 av 50 delstater) över demokraten Walter Mondale. Reagans presidentskap är på många sätt en grundstomme för republikanernas och de konservativas starka ställning i USA idag.
Reagan var en populär president, även om hans popularitet tidvis sviktade under det tidiga 1980-talets lågkonjunktur och i samband med Iran-Contras-affären. Idag brukar han placera sig väl i opinionsundersökningar hos det amerikanska folket över de mest populära presidenterna. Han kallas ibland The Great Communicator för sin förmåga att uttrycka känslor och idéer på ett personligt sätt. Den politik han förde mot Sovjetunionen anses vara ett bidragande skäl till kalla krigets slut. Reagan anses ha bidragit till kommunismens fall genom att öka tempot i den militära kapprustningen till en nivå som den sovjetiska ekonomin inte klarade i längden. I synnerhet det av Reagan personligen 1983 föreslagna stjärnornas krig-projektet – början till dagens missilförsvarssystem i nuvarande Tjeckien och Polen – kan ha bidragit till att den redan ansträngda sovjetiska ekonomin drevs mot kollaps.

## Uppväxt och tidig karriär
Ronald Reagan föddes den 6 februari 1911 i den lilla staden Tampico i Illinois. Han var den andra sonen till John "Jack" Reagan (1883–1941) och Nelle Wilson (1883–1962). Släkten Reagan härstammar från Irland och hette ursprungligen O'Reagan. Reagans ungdomsår var oroliga; fadern Jack hade alkoholproblem och familjen tvingades ofta flytta. 1920 bosatte sig familjen permanent i Dixon i delstaten Illinois, en stad som anses vara Reagans hemstad.
Reagan avlade kandidatexamen i nationalekonomi och sociologi vid Eureka College 1932. 1927–1934 arbetade Reagan under sommaren som badvakt för att betala sina studier. Vid sidan om studierna tillbringade han även mycket tid åt kringaktiviteter, framför allt sport, vilket kan ha bidragit till att betygen inte var lysande. Reagan spelade amerikansk fotboll samt var lagkapten i simlaget. När Reagan senare blev världens mäktigaste man, USA:s president, skämtade han: "Än i dag undrar jag vad jag kunnat bli om jag pluggat lite hårdare." Under skolåren fick Reagan många goda vänner, även om få personer någonsin kommit honom riktigt nära. Han utvecklade också en historieberättar- och skådespelartalang, något han fick nytta av i sitt jobb som sportkommentator i radio (en gång improviserade Reagan matchspel under ett strömavbrott).

### Militär karriär

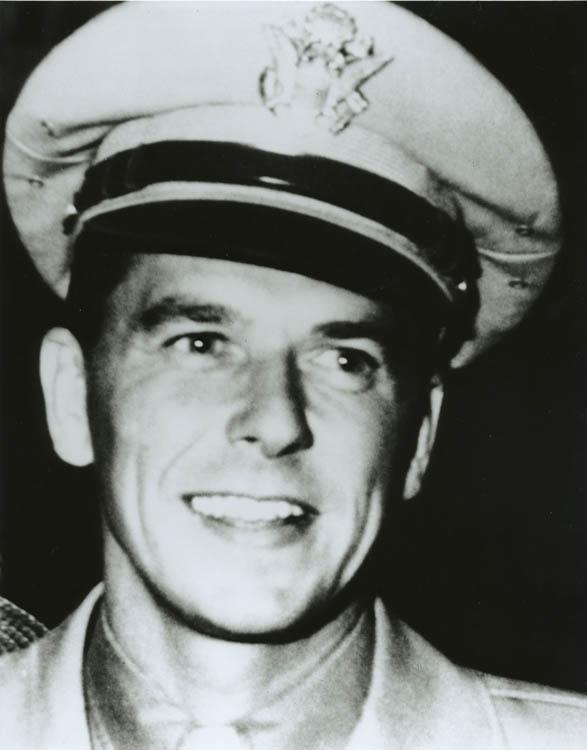
Ronald Reagan under tjänstgöring i US Army Air Force under andra världskriget.

Ronald Reagan deltog från 1935 i distans- och deltidsutbildning inom armén och skrevs 1937 in i kavalleriets reserv. Senare samma år blev han reservofficer med fänriks grad. Den 18 april 1942, några månader efter anfallet mot Pearl Harbor, kallades Reagan in för aktiv tjänstgöring under andra världskriget. På grund av sin närsynthet undantogs han från utlandstjänstgöring och kom inledningsvis att tjänstgöra som sambandsofficer vid hamnen i San Francisco, men flyttades kort därefter över till PR- och filminspelningsuppgifter i US Army Air Forces (föregångaren till USA:s flygvapen). Reagan, som redan hade några år i Hollywood bakom sig när han kallades in, ägnade sig huvudsakligen åt inspelning av instruktionsfilmer för armén. Under resten av andra världskriget och fram till 9 december 1945 tjänstgjorde han i Kalifornien och New York och nådde kaptens grad.

### Hollywood
År 1937 var Reagan i Hollywood för att kommentera en basebollmatch. Han bestämde sig då för att gå på en provspelning för en film vilket ledde till ett sjuårigt kontrakt hos Warner Brothers, vilket dock avbröts av hans inkallelse 1942. Efter sin tjänstgöring under andra världskriget återvände han till Hollywood. Hans klara röst, goda fysik och lättsamma sätt gjorde honom populär hos biopubliken. Trots detta fick Reagan endast huvudroller i B-filmer, men hade biroller i några storfilmer. Filmen Bedtime for Bonzo från 1951, där han spelade tillsammans med en apa, har senare använts av hans motståndare för att förlöjliga honom. Han har en stjärna på Hollywood Walk of Fame. Ett felaktigt rykte påstod att Reagan var påtänkt som huvudrollsinnehavare i Casablanca. I själva verket var Reagan då uttagen till armén och filmade inte.
På 1950-talet började Reagan arbeta med TV. Ett program hette General Electric Theater och riktade sig till arbetarklassen och medlemmar i fackförbund. När programmet lades ner 1962 hade Reagan lärt sig mycket om arbetarklassen, vilket ledde till fenomenet "Reagandemokrater" 1984. Reagan var även under denna tidsperiod ordförande i fackföreningen, Screen Actors Guild 1947–1952 och 1959–1960. Det anses allmänt att det var under tiden i fackförbundet som hans starka antikommunism utvecklades.

### Familj
Ronald Reagan gifte sig med skådespelaren Jane Wyman den 26 januari 1940. Tillsammans hade de ett biologiskt barn, Maureen (4 januari 1941 – 8 augusti 2001), och ett adopterat, Michael (född 18 mars 1945). Den 26 juni 1947 fick paret även en för tidigt född dotter som avled vid födseln som kallades Christine. Makarna skilde sig året därpå, 1948. Den 4 mars 1952 gifte Reagan om sig med en annan skådespelare, Nancy Davis. De fick två barn tillsammans, Patti (egentligen Patricia, född 21 oktober 1952) och Ron (egentligen Ronald Jr, född 20 maj 1958).

## Tidig politisk karriär
Reagan var från början demokrat och stödde president Franklin D. Roosevelt. Han var en stark antikommunist och arbetade aktivt under SAG-ordförandeskapet för att kommunister inte skulle få inflytande över Hollywood. Han informerade FBI om skådespelare som han ansåg vara illojala. Han ansåg att republikanernas politik var bättre för att bekämpa kommunismen och stödde republikanerna Dwight D. Eisenhower 1952 och Richard Nixon 1960. Reagan var trots detta fortfarande medlem i det demokratiska partiet. Först 1962 gick Reagan med i det republikanska partiet.
1964 sändes det berömda Reagan-talet A Time for Choosing, som var ett kampanjtal för den konservativa republikanen Barry Goldwater under presidentvalet 1964. Talet flyttade fram Reagans positioner inom republikanerna och konservativa kretsar, och gjorde honom till en konservativ symbol. Som ett resultat därav bildades en opinion bland konservativa republikaner i Kalifornien för Reagan skulle ställa upp i guvernörsvalet 1966. Reagan var själv skeptisk till detta, eftersom han inte trodde sig ha någon chans att vinna.

## Guvernörstiden
Genom att samla en koalition av konservativa republikaner och högerdemokrater, lyckades Ronald Reagan vinna guvernörsvalet i Kalifornien 1966. Reagan återvaldes i guvernörsvalet 1970.
Under sin ämbetstid stoppade Reagan all nyanställning av statstjänstemän, höjde skatten i syfte att balansera budgeten och började arbeta med en ny välfärdsreform. Han motsatte sig också bygget av en damm som skulle ha tvingat indianer att flytta från sina hem. Han kampanjade för dödsstraff, men benådade ändå två dödsdömda och gav ett tillfälligt uppskov till en annan. Enbart en person (Aaron Mitchell) avrättades under Reagans tid som guvernör.
Vid ett tillfälle skickade Reagan ut 2 200 soldater ur nationalgardet till en urartad demonstration vid University of California i Berkeley, för att visa att han inte lät sin politik påverkas. Reagan förklarade: "Om det krävs ett blodbad, låt oss få det överstökat. Inga fler eftergifter." Detta var efter att Kaliforniens universitet under flera års tid skakats av upplopp, våldsamma demonstrationer och vandalisering.
Reagan valde att inte ställa upp till omval i guvernörsvalet 1974.[källa behövs]

## Presidentvalskampanjer

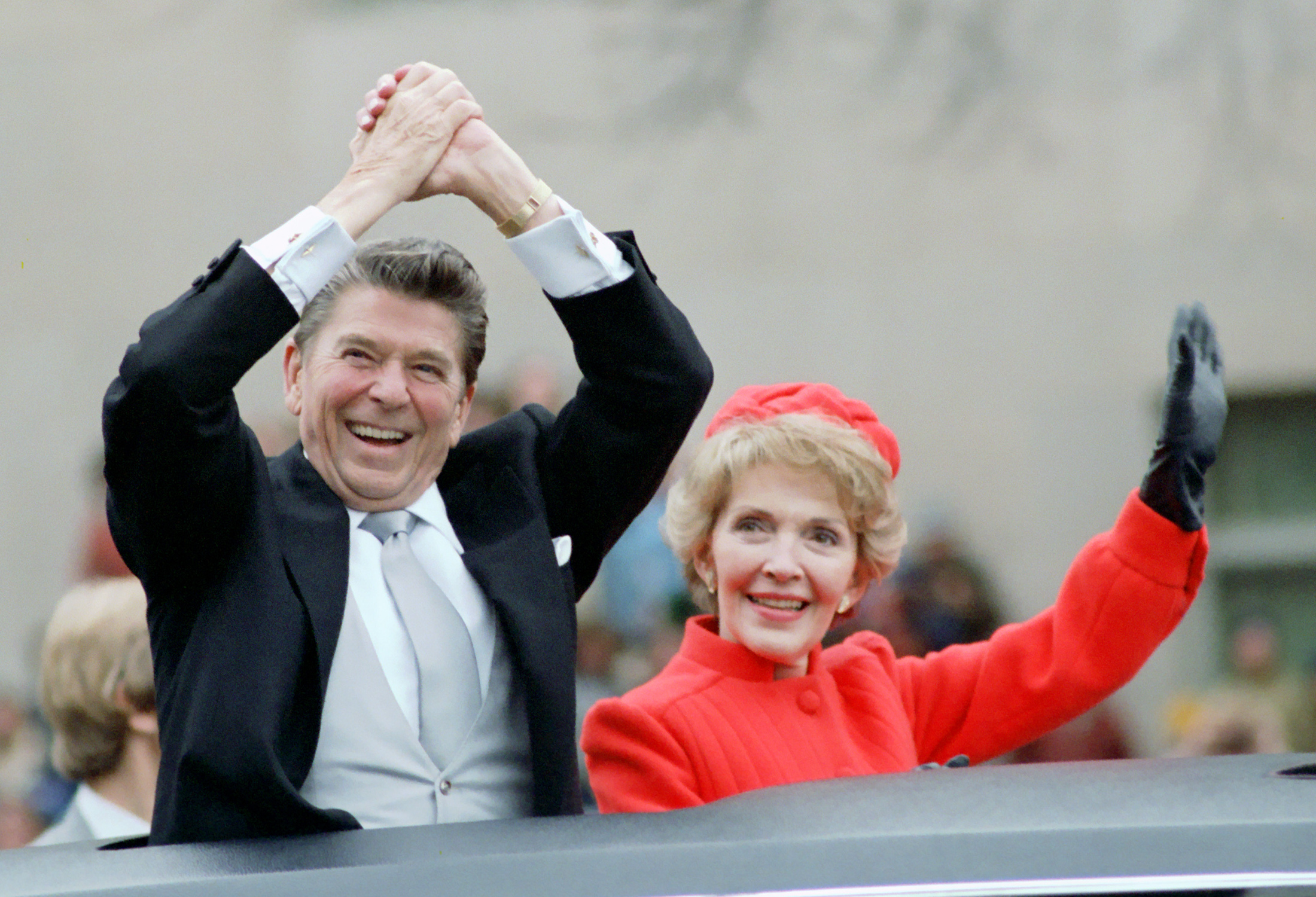
Presidentparet vid installationsparaden 20 januari 1981.

### Tidiga försök att bli president
Reagan kandiderade till att bli republikanernas presidentkandidat i presidentvalet 1968 i en hastigt ihopkastad kampanj mot Richard Nixon, men drog sig tidigt ur primärvalen och ställde sig bakom Nixon.[källa behövs]
Reagan kandiderade till att bli republikanernas presidentkandidat igen i samband med presidentvalet 1976. Reagan vann primärvalen i ett antal stater, men besegrades med liten marginal av den sittande republikanska presidenten Gerald Ford (1 070 mot 1 187 röster). Det var första gången sedan 1948 som det i praktiken inte stod klart redan innan republikanernas nationella konvent vem som skulle bli partiets presidentkandidat. Ford förlorade sedan presidentvalet mot demokraternas presidentkandidat Jimmy Carter.[källa behövs]

### Presidentkampanjen 1980
Den kampanjorganisation som Reagan hade byggt upp i samband med primärvalet 1976 kom dock att vara avgörande vid republikanernas primärval 1980, då han blev sitt partis kandidat. Reagan valde George H.W. Bush som vicepresidentkandidat, trots att Bush i primärvalskampanjen hade kritiserat Reagans ekonomiska idéer och kallat dem voodoo economics.[källa behövs]
Presidentvalskampanjen kom i skuggan av Irankrisen (Irans regering höll 66 amerikaner som gisslan). Den sittande demokratiska presidenten Jimmy Carter lyckades inte lösa krisen och det kan ha varit en avgörande faktor för Reagans seger. Det har, utan närmare bevis, påståtts att Reagans kampanjchef William Casey ordnade ett avtal med de iranska myndigheterna om att inte frige gisslan förrän efter valet i november 1980, och på så sätt missgynna Carter. Till Carters nackdel låg också att den amerikanska ekonomin genomgick en besvärlig lågkonjunktur och inflationen var mycket hög. Därtill fanns det en allmän känsla av desillusion gentemot den politiska sfären efter Watergateaffären, och en känsla av otillräcklighet efter Vietnamkriget. Reagan med sin konservativa ekonomiska politik, sin uttalade framtidsoptimism och sina traditionella värderingar verkade för väljarna vara en motpol till allt detta.[källa behövs]
Reagans siffror ökade markant efter TV-debatterna. Den tidigare skådespelaren Reagan var mycket van att stå framför kameran, och bemötte Carter med repliker som "There you go again...". Hans kanske mest betydelsefulla kommentar var "Are you better off today than you were four years ago?".
Reagan vann presidentvalet med betryggande marginal, i röstandel 50,7 procent mot Carters 41 procent, och i elektorsröster 489 mot 49. Den 20 januari 1981 kunde han därför installeras som USA:s 40:e president.

### Presidentkampanjen 1984
I presidentvalet 1984, när Reagan ställde upp för omval, var hans demokratiska motkandidat Walter Mondale, som varit vicepresident under Carter. Vid detta tillfälle var Reagan 73 år gammal, och skulle vara 77 år innan den kommande mandatperioden tog slut. När Reagans ålder då kom på tal i en TV-debatt svarade den TV-vane Reagan med den minnesvärda repliken "Jag tänker inte göra ålder till en fråga i den här kampanjen. Jag tänker inte, för att vinna politiska poäng, utnyttja min motståndares ungdom och bristande erfarenhet", vilket drog ner skratt och applåder från publiken.
Reagan vann presidentvalet 1984 med en jordskredsseger, och tog hem valet i 49 av 50 delstater, vilket innebar 525 av 538 elektorsröster. Endast i District of Columbia samt i Mondales hemstat Minnesota vann demokraternas kandidat. Att segern blev så stor är förmodligen ett resultat av fenomenet Reagandemokrater, vilket var väljare som oftast röstat på demokraterna men som röstade på republikanen Reagan.[källa behövs]

## Reagan som president

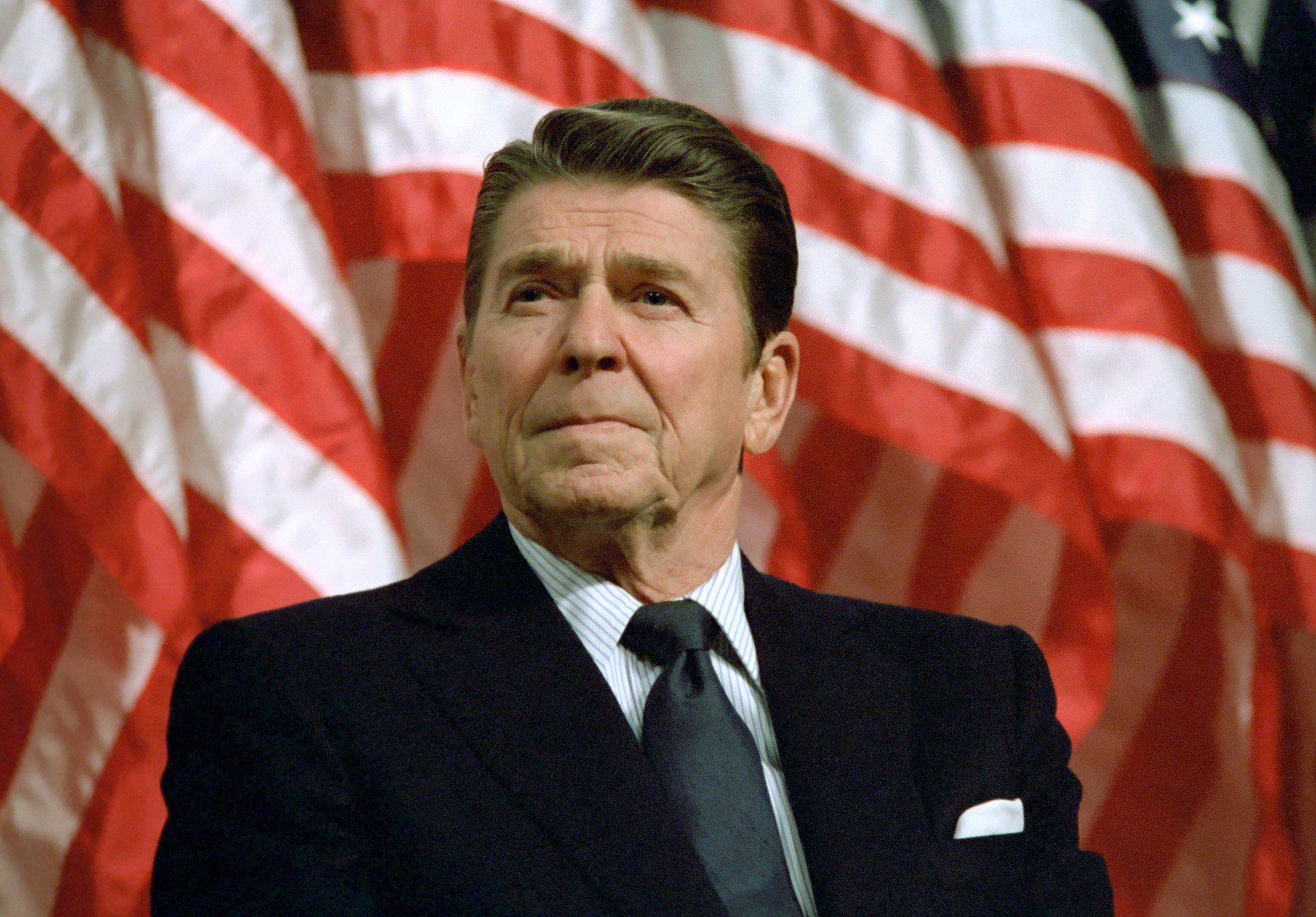
Reagan i Minneapolis i Minnesota, 1982.

Reagan installerades som USA:s 40:e president den 20 januari 1981, bara 17 dagar före sin 70-årsdag, med George H.W. Bush som vicepresident, och var den dittills äldsta nytillträdande presidenten i USA:s historia fram tills den 20 januari 2017 då Donald Trump installerades som ny president 70 år och 220 dagar gammal; Trumps efterträdare Joe Biden, installerad som president 4 år senare, var ännu äldre, 78 år.
Reaganadministrationen beskrivs av många som:[källa behövs]
- Konservativ
- Antikommunistisk
- För skattesänkningar - bland annat sänktes marginalskatten från 70 % till 28 % mellan åren 1982 och 1987 - inledningsvis kom skatten att öka. Möjligheterna till skatteplanering och avdrag minskades kraftigt, och antalet skattebetalare ökade.
- För en avreglering av kredit- och valutamarknaden
- För mindre offentlig sektor, med undantag för försvarsutgifterna, som avsiktligt höjdes - de stora välfärdsprogrammen Social Security, Medicare och Medicaid bestod emellertid
- För större individuell frihet (med undantag för tillfälligt höjda skatter och hårdare straff)
- Minskad byråkrati och decentralisering
- Minskade anslag till exempelvis psykiatri och matkuponger till förmån för delstatliga program
- Beredd att använda unilateralt våld för att skydda USA:s intressen
- Hårdare tag mot brottslighet, trend med ökade straff och hårdare straff vid återfallsbrottslighet
- Statsmaktens tryck på evangeliska kristna grupper lättat
- Budgetbalans var ett av Reagans uttalade mål, vilket emellertid inte nåddes förrän 1998, under Bill Clinton. Reagan förklarade detta med att han misslyckats med att krympa regeringens storlek på grund av demokratisk kontroll över kongressen, och att kapprustningen med Sovjetunionen omöjliggjort detta mål. De flesta skattesänkningarna bekostades tvärtom med stora lån och ett växande underskott, medan de flesta större utgifter behölls eller, som i fallet militära utgifter, ökades kraftigt. Reagan begärde vid tidpunkten att få vetorätt för enskilda budgetposter, vilket inte lagstiftades om förrän på 1990-talet, och då förklarades ogiltigt av högsta domstolen (ett så kallat line-item veto). I stort ökade statens intäkter något medan utgifterna ökade i högre takt.

Den 30 mars 1981, endast månader efter installationen, utsattes Reagan för ett mordförsök av attentatsmannen John Hinckley, Jr. Kulan missade hjärtat med en knapp tum och träffade i ena lungan. Strax innan operationen skulle påbörjas skämtade Reagan med läkarna: Hoppas att ni alla är republikaner. Den efterföljande rättegången ledde till att John Hinckley den 21 juni 1982 frikändes på grund av mental ohälsa, men han blev tvångsintagen på rättspsykiatrisk vård fram till att han frisläpptes den 10 september 2016. Reagan uttryckte personligen försoning efter dådet, men domen väckte allmän bestörtning i USA och ledde till ändrad lagstiftning i flera delstater.[källa behövs]

Reagan ger sitt berömda tal vid Berlinmuren där han ger uppmaningen "Tear down this wall!" till Gorbatjov (1987) (se även: Riv denna mur).

Den största frågan under Reagans första mandatperiod var den ekonomiska situationen efter Carteradministrationen och den pågående lågkonjunkturen. För att förbättra ekonomin sänktes de federala skatterna. Avsikten var att medborgarna och företagen skulle få mer pengar att spendera på att köpa saker och investera i nya projekt. Inflation var också ett problem. För att lösa det hade centralbanken, Federal Reserve System, och dess ordförande Paul Volcker höjt räntan redan under Carters regeringstid. Denna så kallade Volckerdesinflation fick avsedd effekt, men till priset av en tillfälligt förvärrad lågkonjunktur med stigande arbetslöshet. Detta ledde till minskad popularitet under den aktuella perioden 1981-1982.[källa behövs]
Skattesänkningarna finansierades delvis av nedskärningar i välfärdsprogrammen, vilket ledde till vissa protester från demokraterna. Den stora reformen av skattekoden, 1986, som sänkte den federala marginalskatten från 50 procent till 28 procent (1981 hade den sänkts från 70 procent) var emellertid sponsrad av företrädare för båda partierna. Samtidigt minskades möjligheterna till skatteavdrag och skatteplanering och en rad kryphål täpptes till, samtidigt som den lägsta skattebasen (som emellertid inte uppnåddes av alla) höjdes från 11 procent till 15 procent. Företrädare för Reagans politik poängterade att reformerna i själva verket ökade statens intäkter, samtidigt som budgetunderskottet eskalerade, bland annat på grund av bibehållna eller ökande utgifter. De stora sjukvårds- och pensionsprogrammen Medicare, Medicaid och Social Security bibehölls i relativt oförändrad form samtidigt som utgifterna för försvaret om än tillfälligt ökade kraftigt. Med undantag av en recession 1981–1982 sammanföll Reaganomics med högkonjunktur. Arbetslösheten och inflationen sjönk stadigt samtidigt som bruttonationalprodukten växte. Under slutet av 1980-talet började dock inflationen stiga igen. Den ekonomiska bilden var i många avseenden positiv, med några undantag: Reallönerna utvecklades mindre väl för låginkomstgrupper, underskotten i handeln med omvärlden steg och budgetunderskottet tredubblades fram till 1989, till en nivå som inte setts ens under den stora depressionen. Under Reagans efterträdare stabiliserades emellertid budgeten inom tio år, med relativt små höjningar av inkomstskatter och sänkningar av andra skatter. 1998 var underskottet utplånat samtidigt som den högsta (federala) skattesatsen låg under 40 procent, där den i stort sett kvarblivit. Som följd av detta höjde och införde flera delstater högre skatter.[källa behövs]
Reagan var en konservativ kristen och har ofta kritiserats för att inte engagerat sig i homosexuellas rättigheter, och framför allt inte agerat snabbt nog på HIV-AIDS epidemin. Som konservativ var han även emot aborter, med argument som "vem har rätten att ta ett liv" och "jag noterar att alla som är för aborter redan har fötts". Han såg en mindre uppmärksammad rivalitet mellan Reagans och Barry Goldwaters mer renodlat libertarianska anhängare, som motsatte sig statlig inblandning i till exempel abortfrågan och strikt åtskillnad mellan stat och religion. När Reagan 1981 utsåg Sandra Day O'Connor till den första kvinnliga ledamoten i USA:s högsta domstol hyllades valet av såväl demokrater som vissa traditionella republikaner, som Goldwater, medan evangeliska kristna upprördes över hennes förment liberala åsikter. Under Reagans regering sågs även en kraftig utvidgning av antalet avrättade; från tre under Jimmy Carter (under Richard Nixon och Gerald Ford var dödsstraffet i praktiken avskaffat, och verkställdes endast i ett enskilt volontärfall, Gary Gilmore) till ett hundratal under Reagan, och fortsatt till än högre antal under 1990-talet. Dödsstraff återinfördes på federal nivå 1988, även om det dröjde till 2001 innan avrättningar började verkställas.[källa behövs]
Reagan kom också att engagera sig i Alzheimers sjukdom långt innan han själv drabbades. Han var god vän med Rita Hayworth, som diagnostiserades för sjukdomen samma år som Reagan tillträdde som president. Presidentarkivet vittnar om regelbundna kontakter mellan presidentfamiljen och Hayworths dotter, prinsessan Yasmin Aga Khan. 1982 instiftar Reagan Alzheimer's Awareness week och året därpå görs hela november till National Alzheimer's Disease Awareness Month, en tradition som lever kvar än i dag i USA.
Reagans andra mandatperiod dominerades av utrikespolitiken. När hans tid i Vita huset var över den 20 januari 1989 var både inflationen och arbetslösheten lägre än vid hans tillträde. Samtidigt hade dock klyftorna mellan rika och fattiga ökat. Reagan efterlämnade sig det största budgetunderskottet i USA:s historia.

### Utrikespolitik
Reagan var en stark antikommunist och kallade i början av sin presidentskap Sovjetunionen för bland annat "ondskans imperium". Efter att Michail Gorbatjov tillträtt som generalsekreterare 1985 blev Reagan mer förhandlingsvillig. Reagan och Gorbatjov utvecklade en personlig vänskap.[källa behövs]
Reagans mål var att få slut på kalla kriget genom att vinna det. Reaganadministrationen använde en strategi som kallades "fred genom styrka" vilket innebar att militär styrka är nödvändigt för att få fred. En trestegsplan kallad NSDD-32 gick ut på att konfrontera Sovjetunionen inom tre områden:[källa behövs]
- Ekonomiskt - minimera Sovjetunionens tillgång till högteknologi och resurser samt försämra sovjetiska varors värde på världsmarknaden.
- Militärt - expandera USA:s militär, vilket innebar en starkare förhandlingsposition och tvingade samtidigt Sovjet att också öka sina försvarsutgifter. (Reagans företrädare hade skurit ner i försvaret under 1970-talets avspänningspolitik, även om en omsvängning skedde redan under Carters sista år och särskilt efter Sovjetunionens invasion av Afghanistan).
- Stöd - USA stödde flera antisovjetiska motståndsrörelser, bland annat Mujahedin i Afghanistan (som enligt kritiker inkluderade Usama bin Ladin) och fackföreningen Solidaritet i Polen. Strategin att stödja antikommunistiska grupper i olika världsdelar kallades för Reagandoktrinen.

Sovjetunionens kommunistiska system klarade inte dessa påtryckningar, vilket, hävdar många, var en bidragande orsak till att det kollapsade. Enligt andra så berodde Sovjetunionens sammanbrott på interna problem.
Ronald Reagans främsta allierade under kalla kriget var Storbritanniens premiärminister Margaret Thatcher. Även Tysklands Helmut Kohl och Frankrikes Francois Mitterrand, med vissa skiljepunkter, tillhörde USA:s allierade under perioden. Samtliga gav stöd till Iraks diktator Saddam Hussein under det långa Irak-Irankriget.[källa behövs]

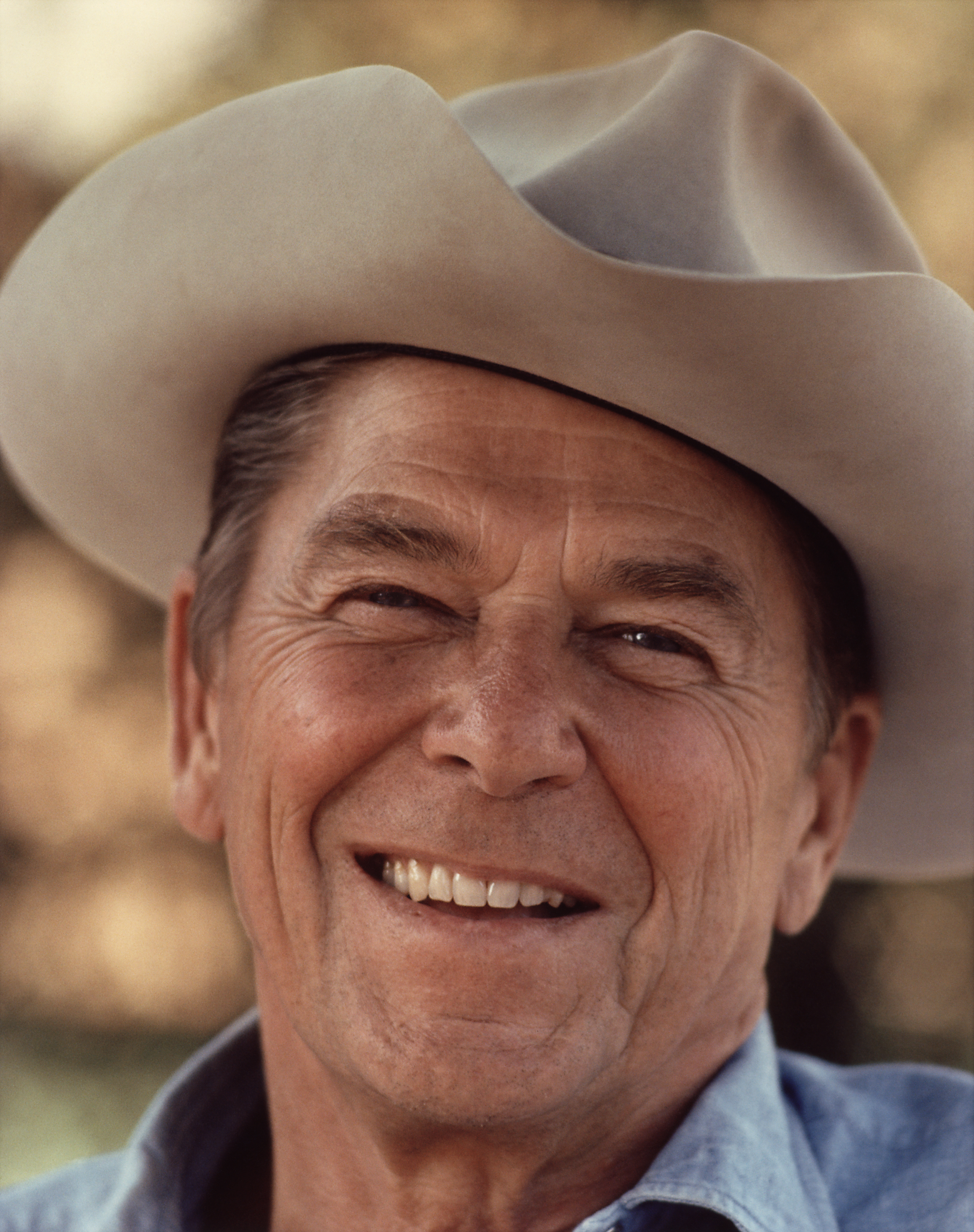
Ronald Reagan i karaktäristisk cowboyhatt 1976.

En annan kontroversiell grupp som fick stöd av Reaganadministrationen var gerillarörelsen Contras, som bekämpade den socialistiska regeringen i Nicaragua. 1986 fälldes USA i Internationella domstolen i Haag för brott mot internationell lag då man stödde Contras i kriget mot Nicaraguas regering och hade minerat hamnar i landet. Man stödde även grupper som stred mot den Vietnam-installerade Kambodja-regeringen (Folkrepubliken Kampuchea). I Angola finansierade Reaganadministrationen UNITA-gerillan och gav hemlig hjälp till Sydafrikas intervention i landet medan den socialistiska regeringen stöddes av Sovjetunionen och Kuba.
I El Salvador ingrep USA för att stödja regeringen som stred mot vänstergerillan FMLN. Tillgreppet blev kontroversiellt då salvadoranska dödspatruller, med militärregimens goda minne, dödat den katolska biskopen Oscar Romero och bland många andra fyra amerikanska nunnor 1980.
Den 23 oktober 1983 utsattes amerikanska och franska fredsbevarande styrkor i Libanon för bombattentat. En militärbas för marinkårssoldater i Beirut sprängdes av en självmordsbombare och 241 amerikaner dog. Samtidigt dödades 56 fransmän i ett annat bombdåd. Organisationen Hizbollah misstänks för dåden men har förnekat inblandning. Fram till 11 september 2001 ansågs det vara den största förlusten i amerikanska liv i ett terrorangrepp. Reagan sa först att trupperna skulle stanna, men i februari 1984 gav han order om ett tillbakadragande.
Två dagar senare, den 25 oktober, invaderade USA tillsammans med flera karibiska länder, det lilla ölandet Grenada efter att en kupp hade ägt rum inom det styrande marxist-leninistiska och Sovjetvänliga partiet New Jewel Movement och den tidigare ledaren Maurice Bishop dödats. Invasionen var framgångsrik och i de följande valen kunde en USA-vänlig regering röstas fram. Invasionen fick till en början skarp kritik, men kritiken avtog relativt snabbt.
När den polska regeringen i slutet av 1981 förtryckte fackföreningen Solidaritet som styrdes av Lech Wałęsa, införde Reagan ekonomiska sanktioner mot Polen och CIA stödde Solidaritet med pengar.
USA var också inblandade i Iran–Irak-kriget där man stödde den arabnationalistiska Ba'athregimen i Irak enligt logiken "den minst sämsta", dvs landets diktator Saddam Hussein. Stödet involverade vapen, information och civila nödvändigheter (Iraks vapen kom dock i huvudsak från andra länder, inklusive Sovjetunionen och Tyskland). Kriget innebar i praktiken en koalition mellan de flesta västeuropeiska länder, Sovjetunionen, och hela Arabvärlden utom Syriens diktator Hafiz al-Assad (ironiskt nog det andra landet som styrdes av Baathpartiet, dock en annan gren som befann sig i en djup konflikt med Bagdad, och dessutom dominerat av den shi'itiska alawitsekten) mot Iran. USA ansåg efter den iranska revolutionen att den iranska regimen utgjorde ett större hot mot stabilitet i regionen än Irak, efter stormningen av den amerikanska ambassaden 1979 och de följande brutna diplomatiska förbindelserna mellan länderna, samt Khomeinis uppmaning till allmän resning bland shi'iter och muslimer i allmänhet mot ett västdominerat Mellanöstern och sekulära och nationella rörelser.[källa behövs]
Paradoxalt blev därför Reaganadministrationens helt olagliga handel med element inom regimen i Iran. 30 västerlänningar, varav sex amerikaner, hade tagits som gisslan av Iranstödda shi'ahmuslimska Hizbollah i Libanon, och USA hoppades på att Iran skulle kunna övertala gisslantagarna att släppa dem. Därför började USA i hemlighet leverera vapen till Iran. Reagan nekade först till detta, vilket ledde till en skandal känd som Iran-Contras-affären, som blev en av administrationens absoluta (och opinionsmässiga) lågpunkter.[källa behövs]
Reagan förespråkade Strategic Defense Initiative-programmet (Star Wars), vilket gick ut på att bygga en rymdbas kapabel att skydda USA mot kärnvapenbärande ballistiska robotar. Om det hade lyckats skulle SDI ha rubbat terrorbalansen, vilket oroade Sovjet. Vid flera toppmöten föreslog Gorbatjov att USA skulle lägga ner satsningen men Reagan vägrade. Programmet blev dock aldrig verklighet, trots vissa nya försök under 1990-talet.

### Popularitet och kritik
Ronald Reagan låg ganska högt i mätningar om hur bra han skötte sitt jobb, men populariteten sviktade i samband med en period av hög arbetslöshet i början av 1980-talet och vid Iran-Contras-affärens höjdpunkt 1986. Bland historiker rankas han ibland ganska högt. Han kallas för "The Great Communicator" för sin förmåga att uttrycka känslor och idéer på ett personligt sätt, även under mer formella sammanhang. Skådespelar-, radio- och tv-tiden har naturligtvis bidragit till detta. Andra smeknamn inkluderar: "Teflonpresidenten" (för sin förmåga att undkomma flera skandaler), "The Gipper", "Ronnie", "Dutch" och hans kodnamn "Rawhide".[källa behövs]
Reagan var också känd för sin humor, speciellt de kvicka, korta replikerna som till exempel:
Journalist: "Du har skyllt problemen på demokraterna, men har inte du en del av skulden också?"
Reagan: "Jo, eftersom jag var demokrat i många år".
Eller denna, under debatten mot demokraternas Walter Mondale 1984, där moderatorn frågade om Reagans ålder (73 år) kunde utgöra ett hinder:
Reagan: "Jag tänker inte göra ålder till en fråga i den här kampanjen. Jag har ingen avsikt att exploatera för politiska fördelar min motståndares ungdom och bristande erfarenhet."
Han var också en skicklig historieberättare. Reagan beskrivs av många som en mycket optimistisk man. 2005 blev Reagan framröstad till den mest framstående amerikanen genom tiderna.
Den största kritiken mot Reagan kom efter Iran-Contras-affären, där han först förnekat den helt, men sedan övergått till att han inte kände till den. Många menar också att Reaganadministrationens rädsla för kommunism och stöd av antikommunister gick för långt, särskilt i Latinamerika där diverse marxistiska väpnade grupper verkade, men undantaget ett fåtal mindre stater inte kom i närheten att utgöra ett geopolitiskt hot mot USA:s gränser. På senare år har även stödet av Saddam Hussein och Usama bin Ladins kommunistmotstånd blivit kontroversiellt.[källa behövs]
Reagan upprätthöll också relativt goda förbindelser med apartheidregimen i Sydafrika, vars regering också präglades av en militaristiskt antikommunistisk politik gentemot befrielserörelserna MPLA och Frelimo i Angola, och skiftade därmed helt från Jimmy Carters måttfulla motstånd mot apartheid och betoning på mänskliga rättigheter. USA motverkade också åtgärder mot Sydafrika inom ramen för FN, bland annat rörande ockupationen av det nuvarande Namibia. Förhandlingar sporrade av Reagan och Bush bidrog dock till ett utrymmande av Angola och Namibia, som fullbordades 1990. Under Reagans mandatperiod fördes gentemot Sydafrika en politik kallad constructive engagement, där det påstådda hotet från kommunismen överordnades allt annat, inte minst då han ansåg att Sydafrika var ett vänligt sinnat land "av fundamental strategisk betydelse för den fria världen med sin mineralproduktion". Det senare bekräftades av Sydafrikas premiärminister John Vorster som en huvudanledning till västs relativt försonliga band till regimen. Reagan påstod även att Sydafrika "stått vid oss i varje krig vi utkämpat", vilket var en sanning med modifikation; även om sydafrikanska armén deltagit i båda världskrigen och gett logistiskt stöd i Korea- och Vietnamkrigen hade stora delar av Nationalistpartiets ledarskap, inklusive Vorster, internerats för sitt öppna stöd för nazismen och motstånd mot den dåvarande brittiska kolonialmakten. Stödet till den sydafrikanska staten fick skarp kritik av bland andra ärkebiskopen Desmond Tutu. Reagan fördömde ANC:s väpnade gren Umkhonto we Sizwe, stämplade hela ANC liksom andra antiapartheidgrupper som kommunistiska terrorister och la in sitt presidentveto mot sanktionslagen Comprehensive Anti-Apartheid Act 1986 med hänvisningen att det skulle "skapa ekonomiska svårigheter för just de människor i Sydafrika som sanktionerna var avsedda att hjälpa". Han mötte stort motstånd inte minst från sitt eget parti i Sydafrikafrågan, som 1986, när Comprehensive Anti-Apartheid Act genomdrevs trots Reagans veto. Lagen betraktas i efterhand som en av de åtgärder som slog hårdast mot Sydafrikas ekonomi och fullbordade landets rykte som en pariastat. Under de följande åren inleddes förhandlingar med befrielserörelsen ANC och United Democratic Front, vilket ledde till att apartheid avskaffades efter 1990. I detta, är dock så gott som alla historiker ense om, spelade dock kalla krigets slut en helt avgörande roll då kommunismens roll som ideologisk motpol punkterades och regimens stöd därför undergrävdes.

### Utnämningar

#### Kabinett
President: Ronald Reagan 1981-1989.
Vicepresident: George H.W. Bush 1981-1989.
President Reagan utnämnde följande ministrar:
- Utrikesminister: Alexander M. Haig 1981-1982, George P. Shultz 1982-1989.
- Finansminister: Donald Regan 1981-1985, James A. Baker III 1985-1988, Nicholas F. Brady 1988-1989.
- Försvarsminister: Caspar Weinberger 1981-1987, Frank C. Carlucci 1987-1989.
- Justitieminister: William French Smith 1981-1985, Edwin A. Meese III 1985-1988, Richard L. Thornburgh 1988-1989.
- Inrikesminister: James G. Watt 1981-1983, William P. Clark, Jr. 1983-1985, Donald P. Hodel 1985-1989.
- Handelsminister: Malcolm Baldrige 1981-1987, William Verity 1987-1989.
- Arbetsmarknadsminister: Raymond J. Donovan 1981-1985, William E. Brock 1985-1987, Ann Dore McLaughlin 1987-1989.
- Jordbruksminister: John Block 1981-1986, Richard E. Lyng 1986-1989.
- Hälsominister: Richard S. Schweiker 1981-1983, Margaret Heckler 1983-1985, Otis R. Bowen 1985-1989.
- Utbildningsminister: Terrell H. Bell 1981-1984, William J. Bennett 1985-1988, Lauro F. Cavazos 1988-1989.
- Bostadsminister: Samuel R. Pierce Jr. 1981-1989.
- Transportminister: Drew Lewis 1981-1982, Elizabeth Hanford Dole 1983-1987, James H. Burnley IV 1987-1989.
- Energiminister: James B. Edwards 1981-1982, Donald P. Hodel 1982-1985, John S. Herrington 1985-1989.

#### Utnämningar till högsta domstolen
Reagan utnämnde följande domare till högsta domstolen:
- Sandra Day O'Connor – 1981
- William Rehnquist – chefsdomare 1986 (hade utnämnts till domare 1972)
- Antonin Scalia – 1986
- Anthony M. Kennedy – 1988

## Tillbakadragande och död
Efter nyvalde president George H.W. Bushs installation den 20 januari 1989 flyttade Reagan med sin fru Nancy till deras nyinköpta hus på Saint Cloud Road i Bel Air i Los Angeles, Kalifornien. Villan, värd flera miljoner dollar 1989, anskaffades med hjälp av Reagans gamla vänner och finansiärer i södra Kalifornien.[källa behövs]
Den 5 november 1994 publicerades ett handskrivet brev till nationen där Reagan meddelade att han led av Alzheimers sjukdom. Han drog sig därefter undan från offentliga framträdanden (ett av hans sista var att närvara vid Richard Nixons begravning i april samma år).
Det har spekulerats i om han var påverkad av sjukdomen under sin presidenttid, men det bör påpekas att USA:s presidenter regelbundet genomgår omfattande hälsoundersökningar. Inga tester visade på minnesproblem eller liknande. Efter en ridolycka 1990 genomgick han regelbundet psykologiska och mentala tester. De gav först utslag 1993.
Reagan avled av lunginflammation i sitt hem på Saint Cloud Road den 5 juni 2004, 93 år och 120 dagar gammal, och var den tredje presidenten som blev minst 90 år gammal efter John Adams (1735–1826) och Herbert Hoover och den äldste amerikanske presidenten i historien före den 12 november 2006 då Gerald Ford, som blev den äldsta levande presidenten efter Reagans död, slog Reagan (med blott 45 dagar).
Vid statsbegravningen hyllades han av många, till exempel:
Vi har en ledstjärna som Ronald Reagan aldrig hade; vi har hans exempel.
— Margaret Thatcher.
Som hans vicepresident i åtta år, lärde jag mig mer av Ronald Reagan än av någon annan jag träffade i mitt offentliga liv.
— George H.W. Bush.a
1992 inrättade Ronald Reagan utmärkelsen Ronald Reagan Freedom Award. Denna utmärkelse ges regelbundet till en person i världen som har bidragit till frihet och som håller med Reagans motto om att en "ensam man eller kvinna verkligen kan göra skillnad." Den första mottagaren av utmärkelsen var den före detta sovjetiska ledaren Michail Gorbatjov. Bland senare mottagare kan nämnas den före detta amerikanska presidenten George H.W. Bush, 2007. Efter att Ronald Reagan blivit diagnostiserad med Alzheimers sjukdom tog Nancy Reagan på sig rollen att dela ut utnämningen i hennes mans ställe.

## Bildgalleri

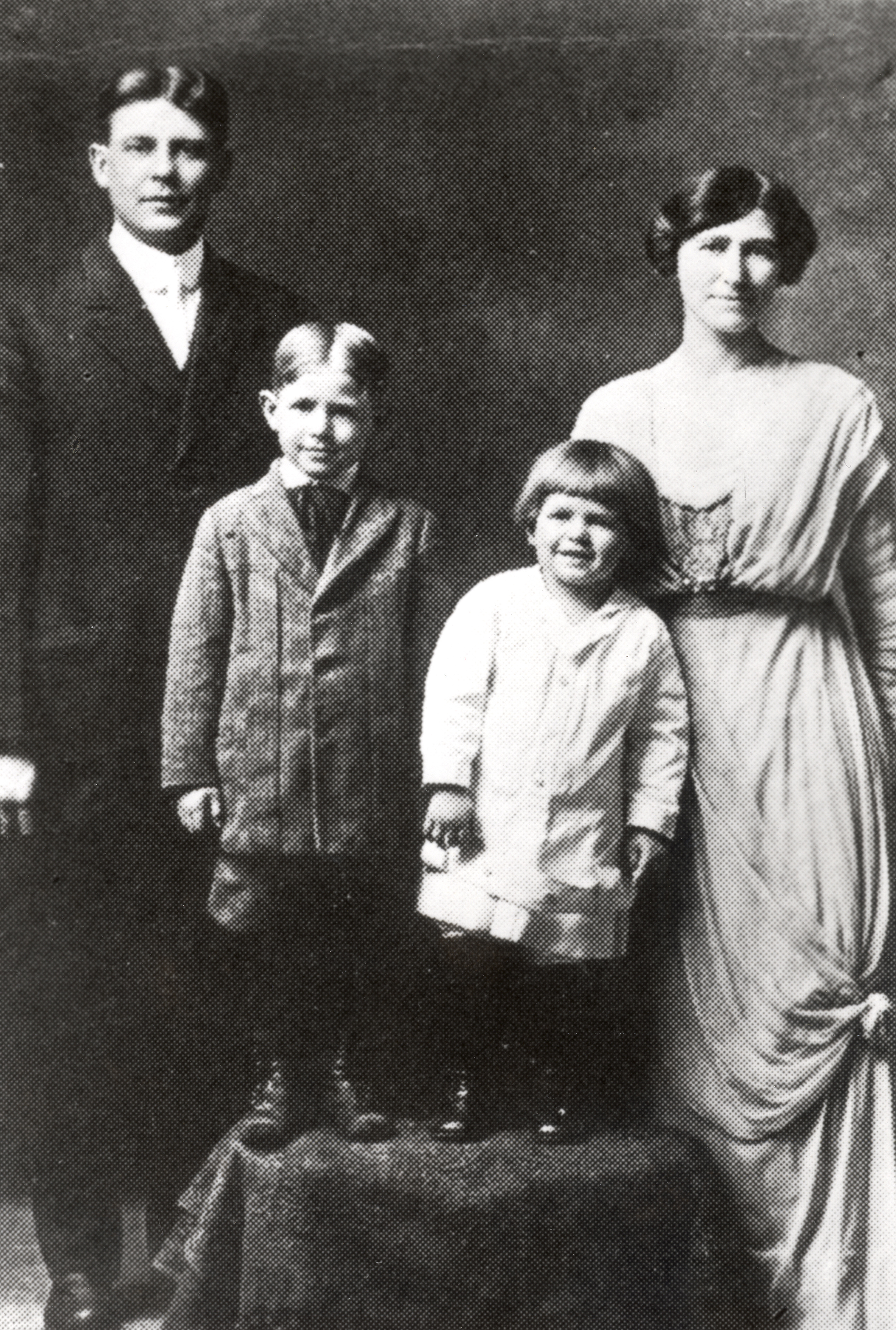
Ronald i vita kläder, brodern Neil och föräldrarna Jack och Nelle, ca. 1916.
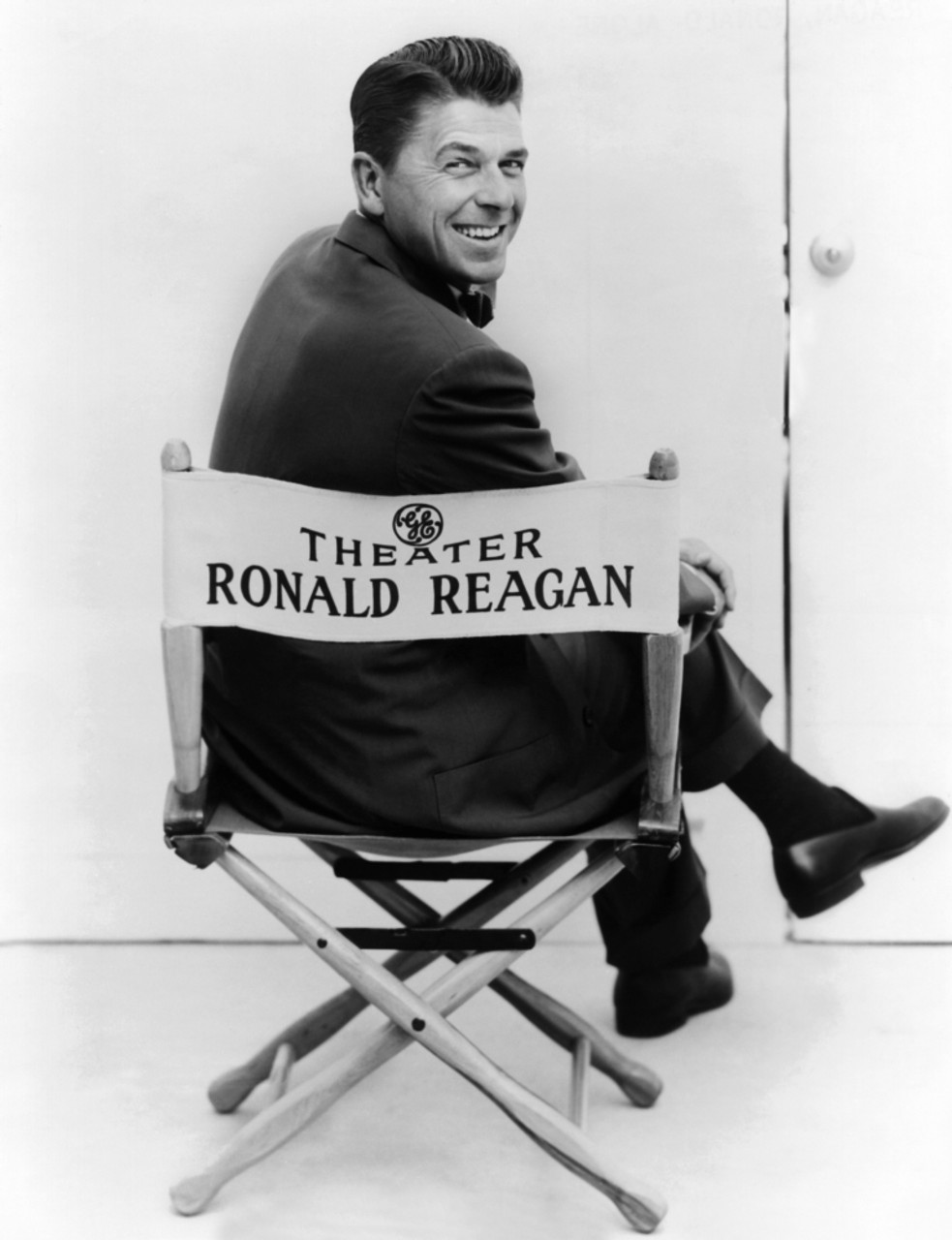
Ronald Reagan and the General Electric Theater.
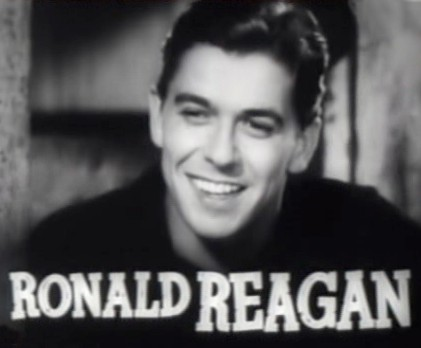
Reagan i filmen Cowboy From Brooklyn 1938.
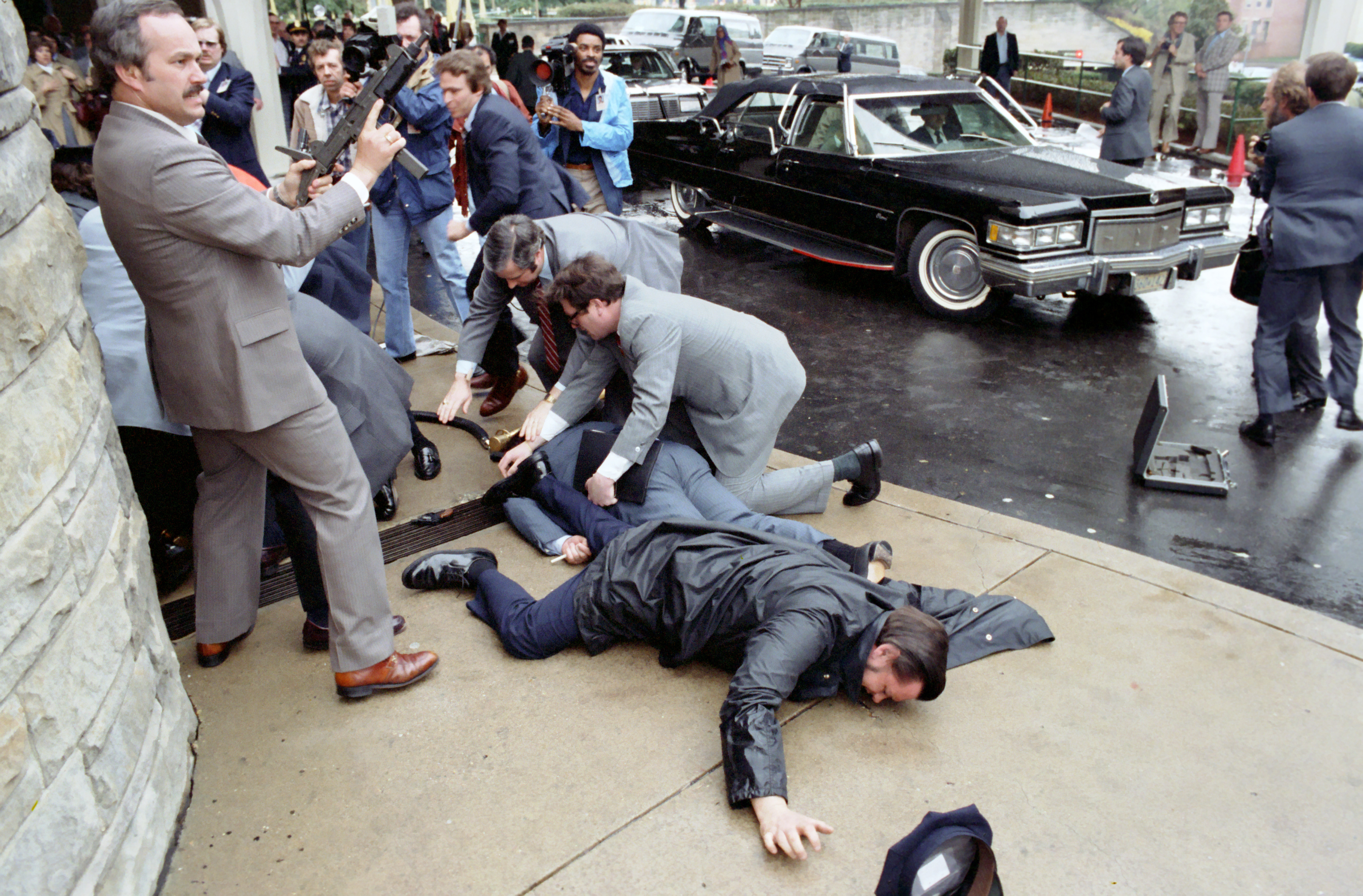
Hilton i Washington D.C. strax efter mordförsöket.
Ronald Reagan och Michail Gorbatjov 1985.
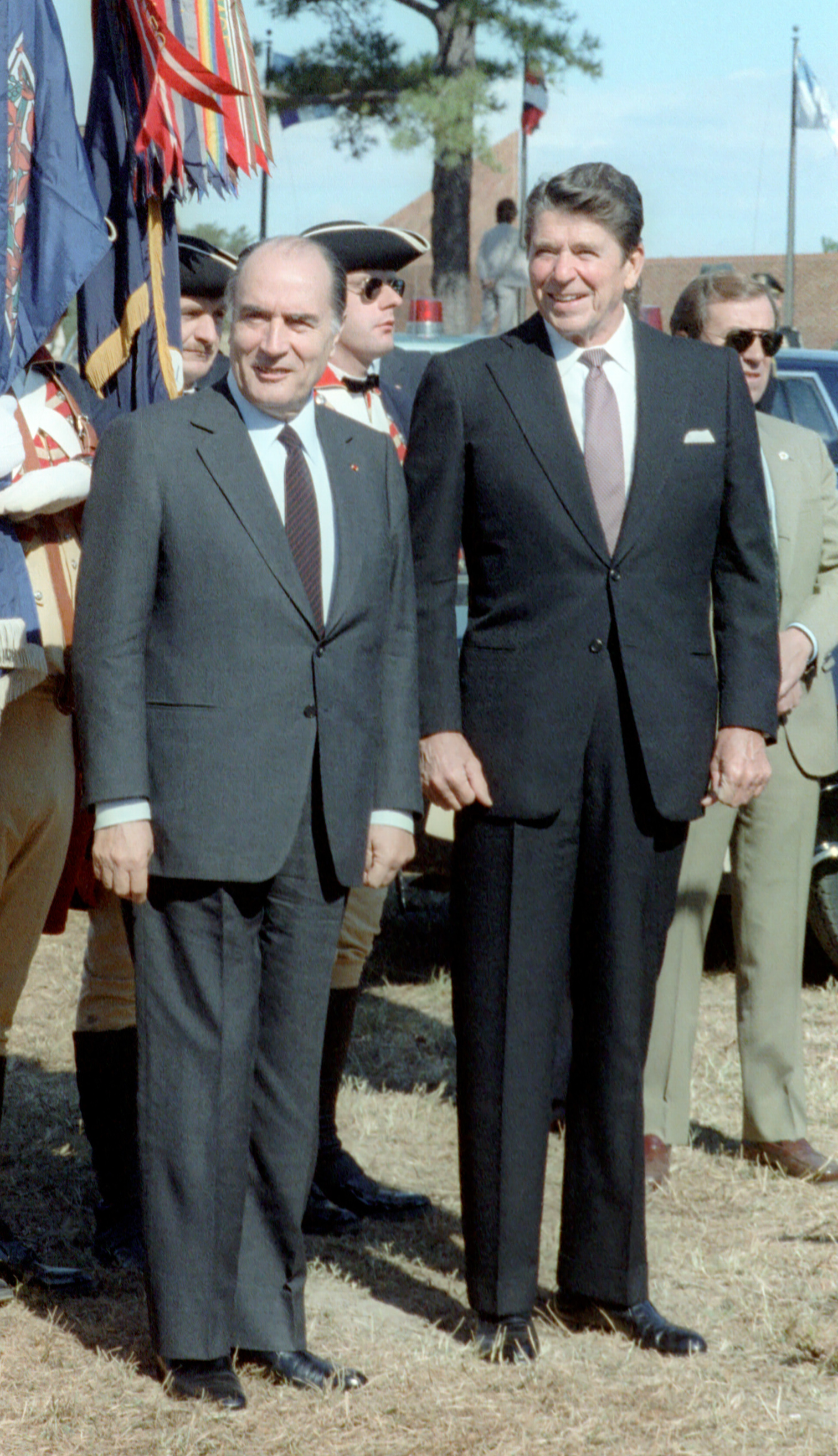
Ronald Reagan och François Mitterrand 1981.
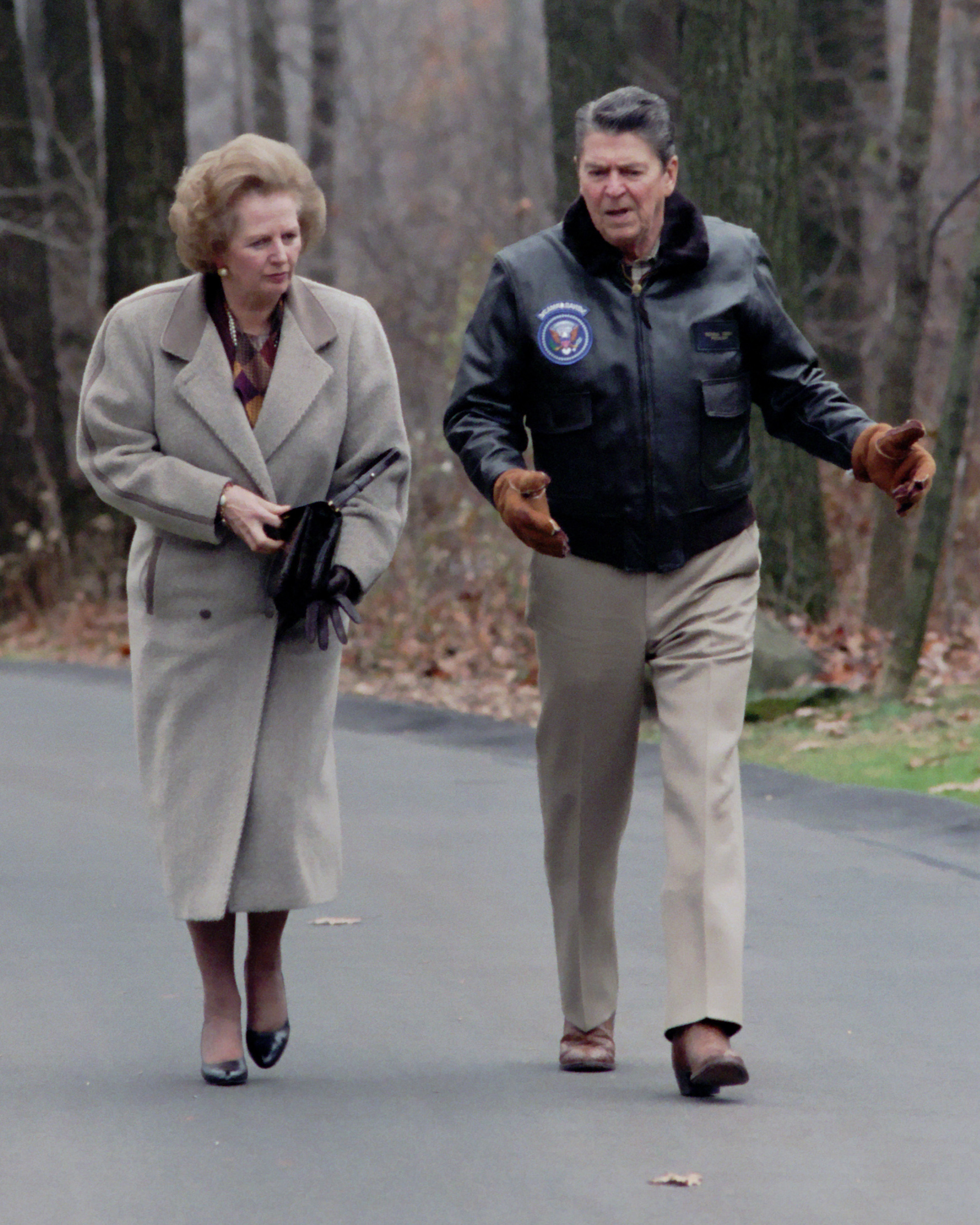
Ronald Reagan och Margaret Thatcher 1986.
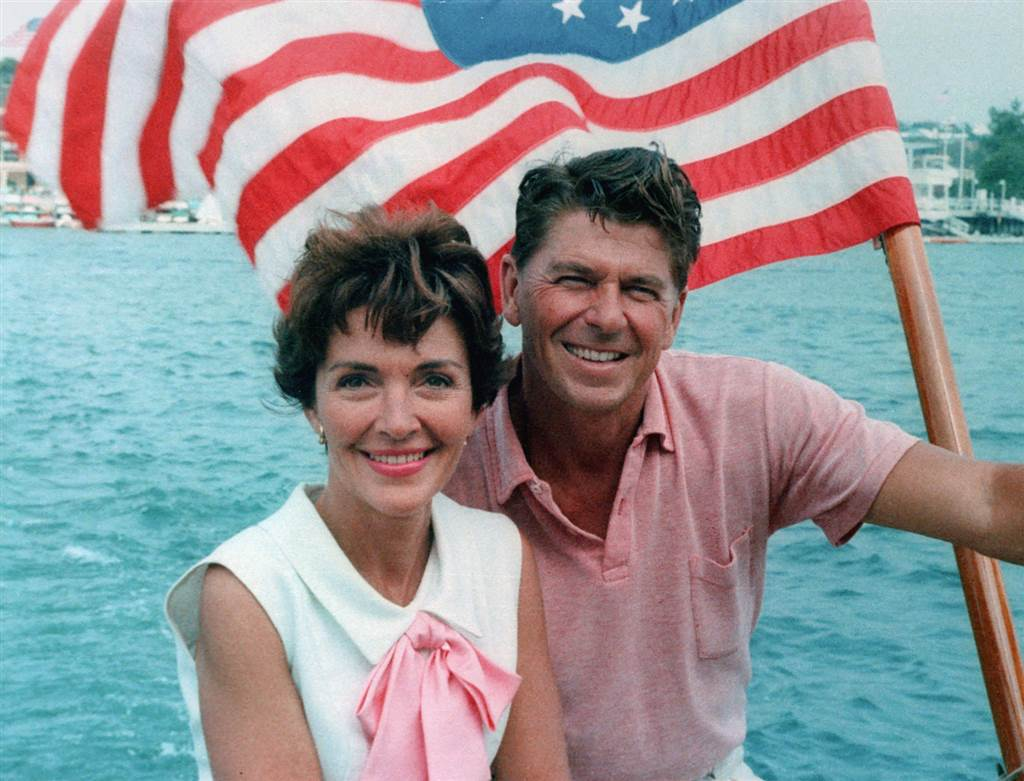
Ronald och Nancy 1964.
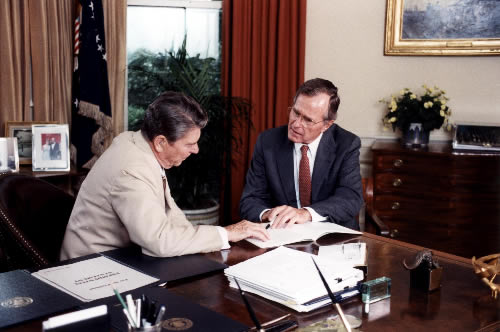
Presidenten med vicepresidenten George H W Bush 1984.
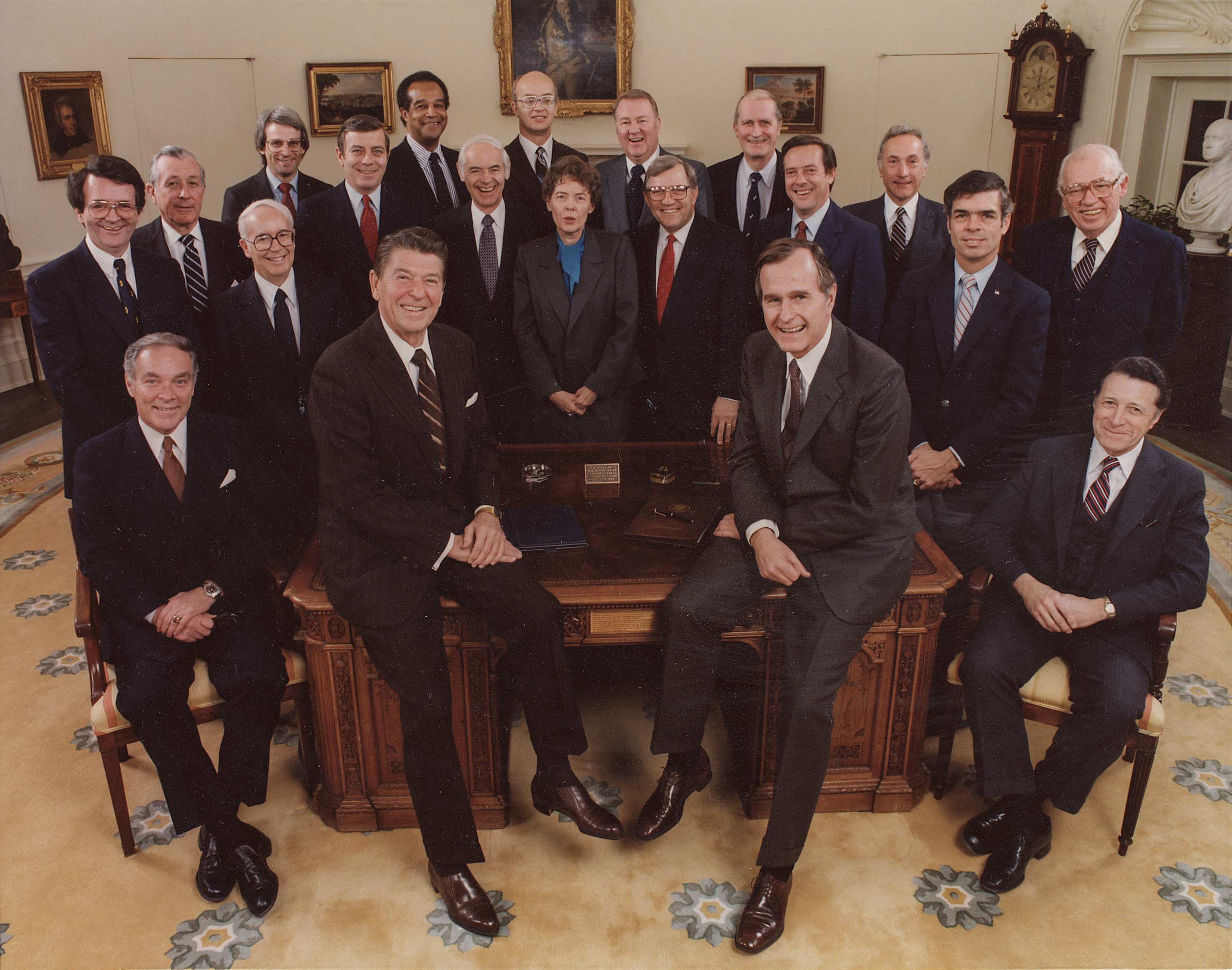
Gruppfoto med kabinettet i Ovala rummet den 4 februari 1981.
Efter bombdådet mot amerikanska trupper i Libanon 1983.
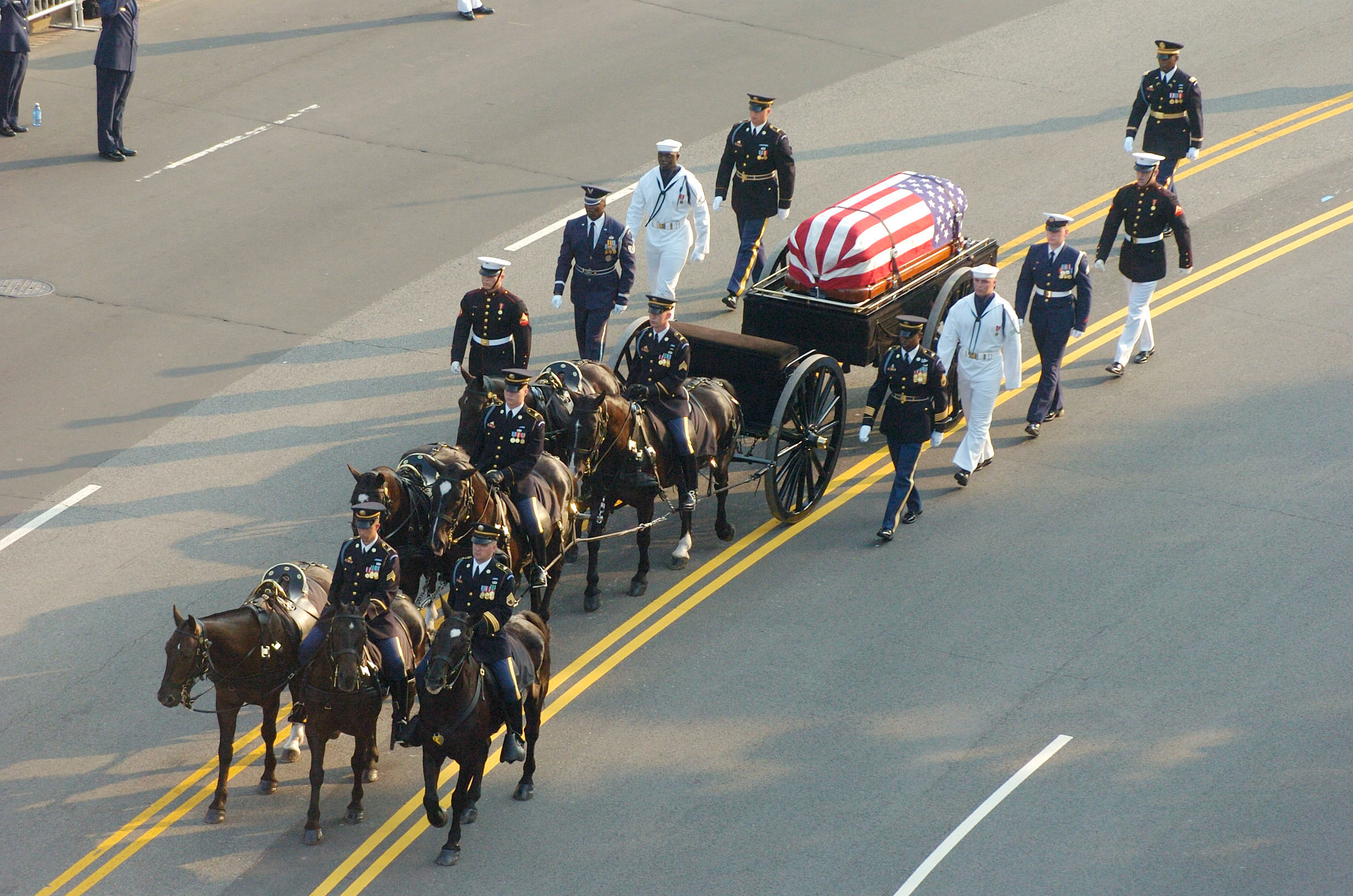
Ronald Reagans begravningskortege.

## Filmografi (urval)
- 1939 - Seger i mörkret
- 1939 - Samhällets unga rebeller
- 1942 - Ringar på vattnet
- 1940 - Knute Rockne All American
- 1940 - Vägen till Santa Fe
- 1951 - Apan August på äventyr
- 1954 - Tomahawkens lag
- 1957 - Stilla Havets vargar

## Engelska originalcitat
- ^a  – "As his vice president for eight years, I learned more from Ronald Reagan than from anyone I encountered in all my years of public life."